# 虚無
| ウィキペディアには「虚無」という見出しの百科事典記事はありません（タイトルに「虚無」を含むページの一覧/「虚無」で始まるページの一覧）。 代わりにウィクショナリーのページ「虚無」が役に立つかもしれません。 |